# Emilianów (Sieradz)
Pour les articles homonymes, voir Emilianów.
Emilianów est une localité polonaise de la gmina de Złoczew, située dans le powiat de Sieradz en voïvodie de Łódź.